# Kimboraga mccorryi
Kimboraga mccorryi är en snäckart som beskrevs av Alan Solem 1985. Kimboraga mccorryi ingår i släktet Kimboraga och familjen Camaenidae. Inga underarter finns listade i Catalogue of Life.